# Diego Flores de Valdés
Diego Flores de Valdés (Las Morteras, Somiedo, Astúrias, 1530 – Burgos, 1595) foi um militar espanhol que, servindo à armada castelhana em terras brasileiras durante parte do período em que os reinos de Portugal e Espanha estavam sob o domínio da Dinastia Filipina, foi responsável pela construção de várias fortificações e pelo apoio à conquista de novos territórios no Brasil.
Por suas ordens foram erguidas várias fortalezas no Brasil, como a Fortaleza de Santo Amaro da Barra Grande, no município do Guarujá — erguida em 1584 com traçado atribuído ao arquitecto militar italiano Giovanni Battista Antonelli — e o Forte de São Filipe, o primeiro povoamento europeu em terras paraibanas, confiado à administração de Francisco de Castrejón.
Diego Flores era filho de Juan Flores, Senhor da Casa de las Morteras, situada no concelho de Somiedo, Oviedo, Astúrias, e de Urraca de Valdés, também do mesmo concelho.

## Campanhas

### Estreito de Magalhães

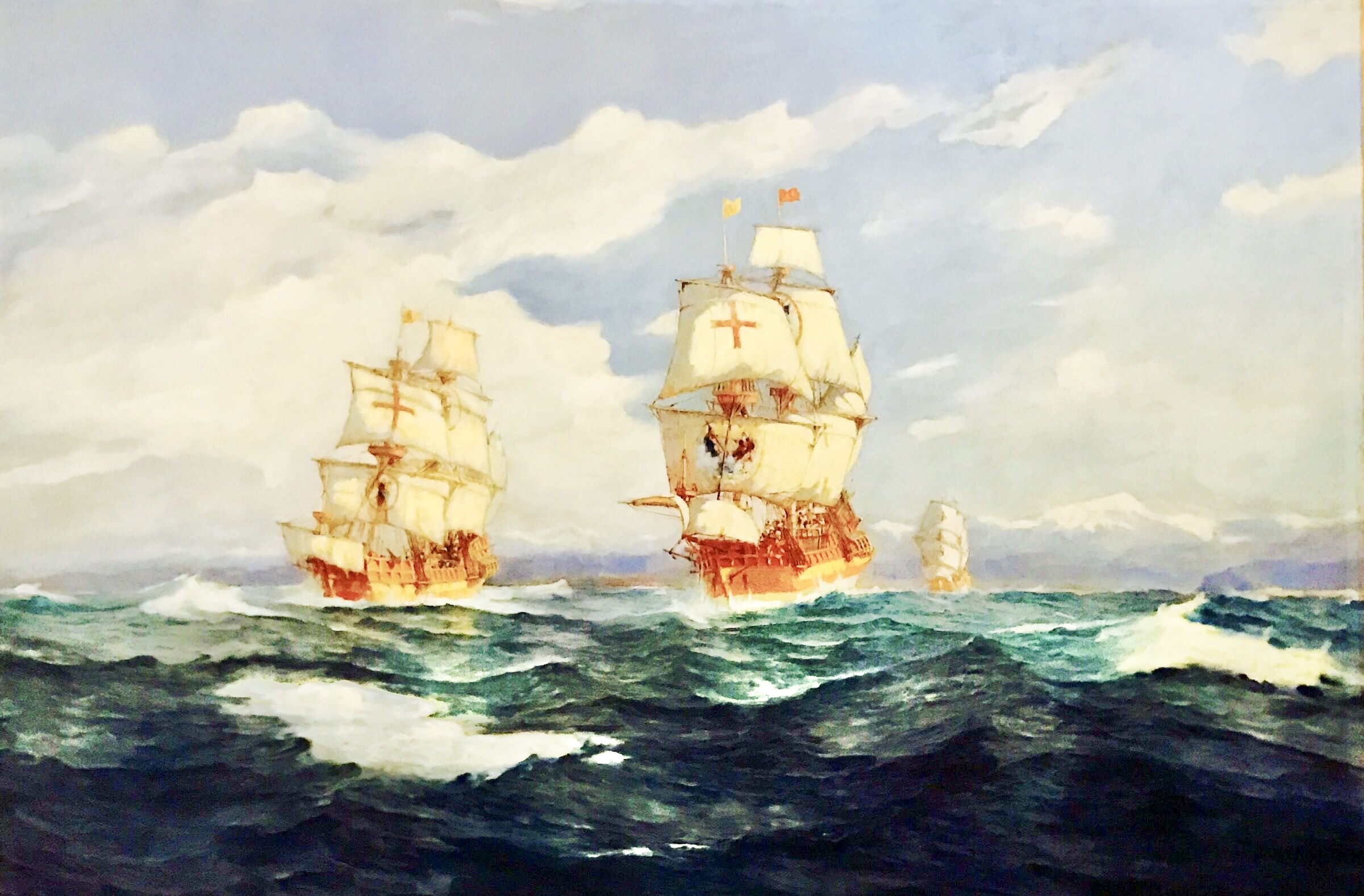
Naus espanholas cruzando o tempestuoso estreito de Magalhães (século XVI)

Em setembro de 1551 sai de Cádis com uma armada composta de vinte e três naus e cinco mil homens para defender o Estreito de Magalhães do ataque efetuados por navios corsários. Logo após a sua partida, acaba perdendo algumas naus em uma tormenta, o que o obrigou a retornar ao porto de partida para recuperar os navios da armada. Partindo novamente, acaba chegando ao Rio de Janeiro, onde se detém durante seis meses em virtude do tempo que não lhe permite navegar para o estreito. Quando então decide partir, enfrenta mais um forte temporal na região do Rio da Prata, o que lhe obriga a voltar para as costas do estado de Santa Catarina, onde deixa algumas naus.
Já nos idos de 1582 sua tripulação foi assolada por uma peste (provavelmente escorbuto) e ele decidiu atracar emergencialmente no Rio de Janeiro. Seus marujos receberam os cuidados do Padre José de Anchieta, que levantou um tosco barracão coberto de palha, primórdios do que hoje em dia é a Santa Casa de Misericórdia do Rio de Janeiro. Com ervas e frutos silvestres, Anchieta conseguiu salvar a maioria da tripulação.

### Capitania da Paraíba
De volta ao mar com destino ao estreito, uma nova tempestade o traz de volta a São Vicente, de onde desiste de sua missão e decide finalmente regressar à Europa com as sete naus que ainda lhe restam em condições de fazer a travessia do Atlântico. Todavia, uma nova tempestade o leva à Bahia, onde repara os navios e recebe um convite do governador Manuel Teles de Barros para comandar uma nova expedição à capitania da Paraíba, assolada pelos ataques dos índios potiguaras e pela presença de franceses. Imediatamente, o general Diego Flores aceita a oferta de chefiar tal expedição. Em março de 1584 a armada parte para da Bahia composta de nove navios, sendo sete castelhanos e dois portugueses, um deles leva o Ouvidor Geral Martim Leitão, a quem o governador confiara a organização da expedição e de todas as providencias para a fundação da Paraíba. Sobre tal episódio, o livro  de Capistrano de Abreu, Capítulos da história colonial, narra:
Em 1583 aportou à Bahia Diego Flores de Valdés, vindo de uma viagem malograda ao estreito de Magalhães. (...) Organizou-se ao Recife uma expedição marítima e outra terrestre. Por mar, Diego Flores chegou sem embaraço a seu destino, queimou alguns navios franceses carregados de pau-brasil, fundou um forte, nele deixou uma guarnição de compatriotas seus. (...)
Os franceses foram expulsos no início de 1584 e Flores deixa a Paraíba em 1º de maio, após nomear o forte que protegerá a foz do rio Paraíba — Forte de São Filipe. Foi do nome desse forte que viria a ideia de Frutuoso Barbosa de nomear a capital da capitania Felipeia de Nossa Senhora das Neves (atual João Pessoa).